# Сыть Микели
Сыть Мике́ли, или Сыть Мише́ля, или Дихости́лис Микели (лат. Cypérus micheliánus) — однолетнее травянистое растение; вид рода Сыть (Cyperus) семейства Осоковые (Cyperaceae). Вид назван в честь итальянского ботаника Пьера Антонио Микели (1679—1737).

## Ботаническое описание
Однолетнее травянистое растение высотой 3—15 см. Корни тонкие, мочковатые. Стебли генеративные, многочисленные, в прикорневой розетке. Листья линейные, шириной до 2 мм. Общее соцветие головчатое, широкояйцевидное или шаровидное, с превышающими его по высоте в несколько раз 3—7 заметно расширенными при основании прицветными листьями. Каждое соцветие состоит из многочисленных скученных колосков. Кроющие чешуи расположены по спирали, в середине зеленоватые, по краям беловатые или желтоватые, на верхушке с коротким, немного отогнутым наружу острием или острые. Тычинок 1—3, рылец 2, редко 3. Плоды — плосковыпуклые или трёхгранные, продолговато-эллиптические орешки 0,8—1 мм длиной. Цветёт в июне-июле.

## Распространение и местообитание
Евразиатский вид, ареал которого охватывает южные районы умеренных широт и тропики. В России встречается в Среднем и Нижнем Поволжье, на Среднем и Нижнем Дону, в Причерноморье. В европейской части России редок, известен в Воронежской, Саратовской, Волгоградской, Ульяновской и Астраханской областях.
Лимитирующие факторы — узкая экологическая амплитуда вида по отношению к характеру обводнения местообитаний и температурному режиму.

## Охранный статус
Вид входит в Красную книгу, статус: вид под наименьшей угрозой.

### В России
В России вид входит в Красные книги Новосибирской и Воронежской областей.
Растёт на территории нескольких особо охраняемых природных территорий России.

### На Украине
Решением Луганского областного совета № 32/21 от 03.12.2009 г. вид входит в «Список регионально редких растений Луганской области».
Входит в красную книгу Закарпатской области.